# Giuseppe Clemente di Baviera
Giuseppe Clemente di Wittelsbach (Monaco di Baviera, 5 dicembre 1671 – Bonn, 12 novembre 1723) fu arcivescovo di Colonia dal 1688 al 1723.
La sua elezione ad arcivescovo di Colonia, decisa dall'influente figura di suo fratello Massimiliano II Emanuele di Baviera, ottenne il sostegno dell'imperatore e del papa che si scontrarono così con gli interessi di Luigi XIV di Francia; questa fu uno dei fattori scatenanti della guerra di successione del Palatinato. La successiva alleanza di lui e di suo fratello con la Francia, gli costò l'esilio e la privazione dei suoi incarichi, ai quali venne restaurato solo nel 1713 con la firma del trattato di Rijswijk.

## Biografia

### I primi anni

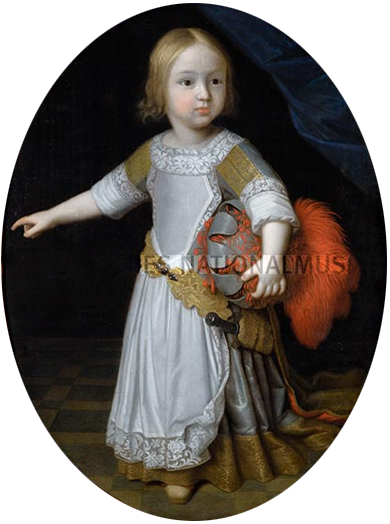
Giuseppe Clemente di Baviera bambino in un ritratto di Paul Mignard.

Giuseppe Clemente nacque a Monaco di Baviera il 5 dicembre 1671, figlio terzogenito di Ferdinando Maria di Baviera e di sua moglie, Enrichetta Adelaide di Savoia. Suo fratello fu Massimiliano II Emanuele di Baviera, duca ed elettore di Baviera, mentre egli sarà zio del futuro Carlo VII del Sacro Romano Impero. Tramite sua sorella Maria Anna, era cognato del figlio di Luigi XIV di Francia, Luigi, il Gran Delfino; un'altra sua sorella, Violante Beatrice sposò invece Ferdinando de' Medici, granduca di Toscana. Egli fu dunque zio del duca d'Angiò, futuro re Filippo V di Spagna, e prozio di Luigi XV di Francia.
Ancora giovanissimo, e su sprone dello zio Massimiliano Enrico di Baviera, Giuseppe Clemente venne designato dai genitori alla vita ecclesiastica per quanto questa scelta non incontrasse il suo favore, volendo egli intraprendere la carriera militare. Questa scelta, che condizionò poi tutto il resto della sua vita, lo rese sempre poco attento alle questioni spirituali delle cariche che ricoprì e di lui si sa anche che ebbe due figli illegittimi con Constance de Grousselier, una donna conosciuta durante il suo esilio francese: questi erano Jean Baptiste Victor de Grosberg-Bavière (1706–1768) e Antoine Levin de Grosberg-Bavière (1710–1757), ai quali venne concesso lo status di conte. Sembra inoltre che abbia avuto anche un figlio di nome Emanuel da Anna Franciszka de Louchier.
Ad un certo punto venne addirittura proposto come marito per la principessa Isabella Carlotta d'Orleans, figlia di Filippo I d'Orléans (fratello di Luigi XIV) e della sua seconda moglie, Isabella Carlotta del Palatinato. La sorella di Giuseppe Clemente, Maria Anna, del resto, aveva sposato il cugino di Isabella Carlotta, il gran Delfino, ma a seguito del rifiuto della principessa d'Orleans, Giuseppe Clemente preferì non perseguire altre proposte matrimoniali. Successivamente Isabella Carlotta sposò il duca Leopoldo di Lorena.

### La carriera ecclesiastica e la diocesi di Ratisbona

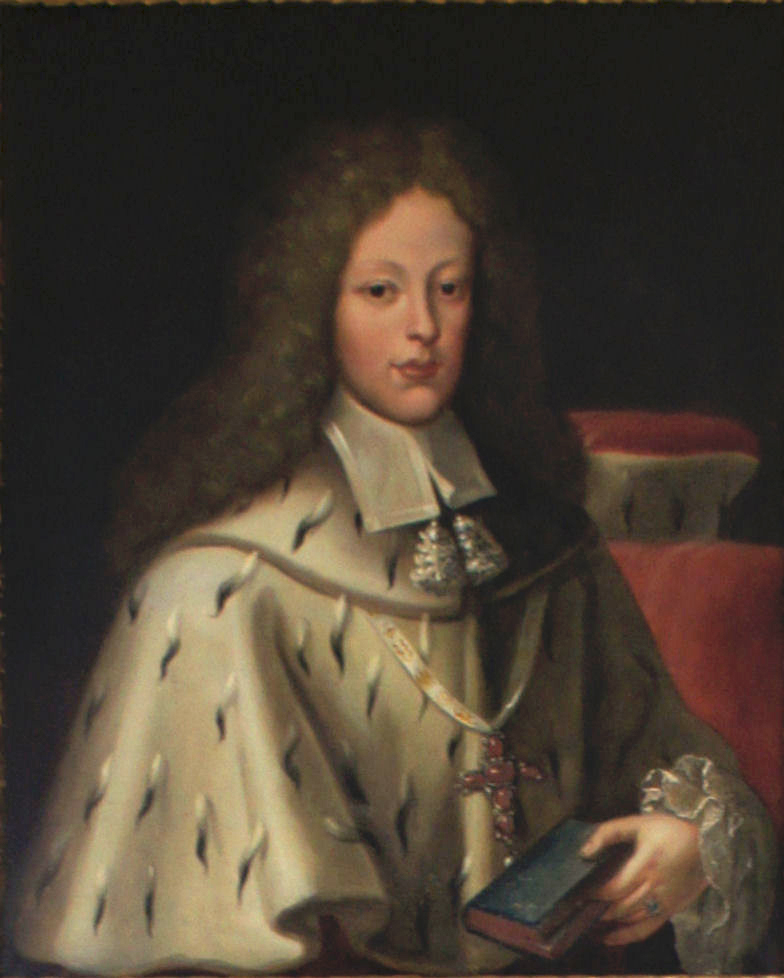
Ritratto del giovane Giuseppe Clemente di Baviera negli abiti di canonico a Ratisbona

Nel 1683 ricevette gli ordini minori e la tonsura e divenne vescovo coadiutore della diocesi di Ratisbona. Nel 1684 divenne coadiutore della diocesi di Frisinga; nel 1685 divenne dapprima coadiutore e poi 1688 principe-prevosto di Berchtesgaden. Pur essendo ancora minorenne, nel 1685, dopo la morte del cugino Alberto Sigismondo di Baviera, gli succedette nell'ufficio di principe-vescovo di Ratisbona con l'approvazione di papa Innocenzo XI. Tuttavia, inizialmente rinunciò a prendere gli ordini maggiori, cosa non rara all'epoca perché teneva aperta anche la possibilità di succedere a suo fratello Massimiliano Emanuele come duca ed elettore dell'intera Baviera, qualora questi non avesse avuto discendenti.

### Le controversie sulla diocesi di Colonia
Giuseppe Clemente era completamente succube della politica di suo fratello Massimiliano Emanuele che era intenzionato ad assicurare alla sua famiglia il possesso dell'arcidiocesi di Colonia, vicinissima alla Francia e per questo strategicamente importante a livello territoriale. Questo progetto, tuttavia, risultò particolarmente complesso e inaspettatamente difficile da attuare. In città, infatti, notevole era l'influenza dei fratelli Franz Egon e Wilhelm Egon von Fürstenberg. Questi erano entrambi sostenitori di Luigi XIV ed erano divenuti rappresentanti ufficiali della sua politica in seno al Sacro Romano Impero. L'arcivescovo in carica a Colonia, Massimiliano Enrico di Baviera, era un parente di Giuseppe Clemente ma, non approvando la visione politica di Massimiliano Emanuele, cercò con ogni mezzo di assicurarsi sin dal 1680 che, alla sua morte, i suoi parenti della casata dei Wittelsbach non potessero in alcun modo aspirare a quella cattedra episcopale. All'inizio del 1688 Massimiliano Enrico ottenne che il capitolo della cattedrale di Colonia eleggesse Wilhelm Egon von Fürstenberg quale suo vescovo coadiutore, facendone quindi il potenziale successore dell'elettore di Colonia, sostenuto in questo da pesanti tangenti pagate dal regno di Francia, dove Luigi XIV era desideroso di avere dei "vicini di casa" accondiscendenti alla sua politica. Papa Innocenzo XI, ad ogni modo, per impedire un'ulteriore espansione dell'influenza del Re Sole nella politica degli stati al di fuori della Francia, si rifiutò di approvare tale elezione.

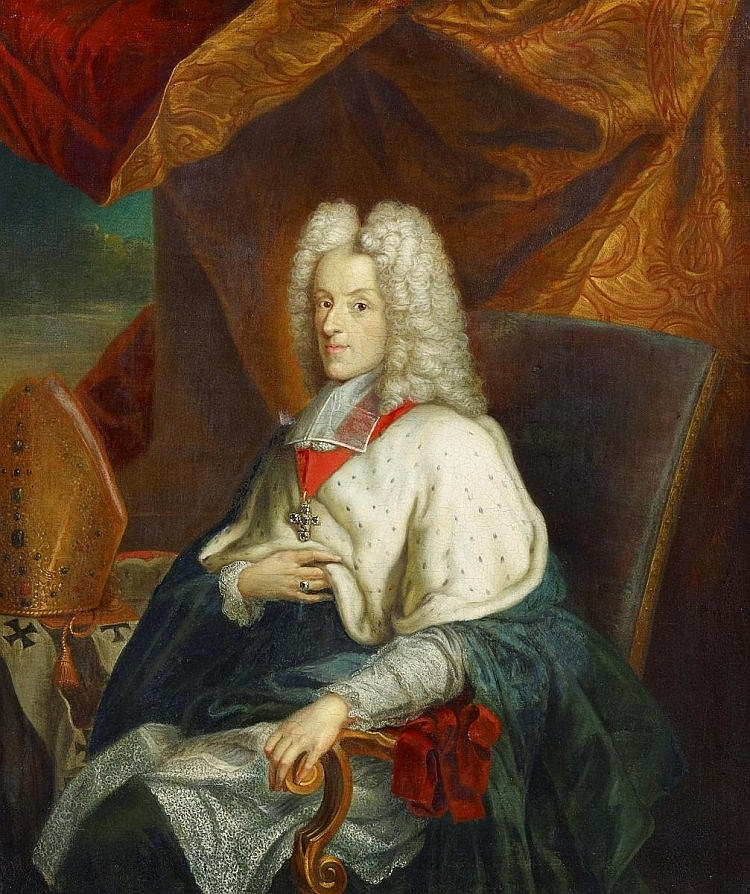
Ritratto di Giuseppe Clemente di Baviera eseguito da Joseph Vivien.

Poco dopo morì Massimiliano Enrico e pertanto si rese necessaria l'elezione del vescovo successore. Sia Wilhelm Egon von Fürstenberg che Giuseppe Clemente di Baviera si presentarono come possibili candidati. Poiché nel frattempo le relazioni tra le casate di Baviera e degli Asburgo erano migliorate, anche l'imperatore Leopoldo I del Sacro Romano Impero diede il proprio pubblico sostegno a Giuseppe Clemente. Dei 24 membri del capitolo della cattedrale, ad ogni modo, tredici votarono per Fürstenberg e solo nove per Giuseppe Clemente; malgrado ciò per ottenere l'elezione episcopale era necessaria la maggioranza netta dei due terzi degli aventi diritto al voto nel capitolo in quanto entrambi i candidati non erano già membri del capitolo di colonia e per di più erano già vescovi di un'altra diocesi. Quella che all'inizio era considerata una contrapposizione interna, prese forme sempre più critiche quando Wilhelm Egon von Fürstenberg, che già si considerava arcivescovo eletto, decise di occupare militarmente la città di Bonn. Fu a quel punto che l'imperatore ed il collegio dei principi elettori del Sacro Romano Impero decisero di rivolgersi a papa Innocenzo XI il quale non solo dichiarò nulle le pretese del von Fürstenberg e ne condannò le azioni militari, ma dichiarò al suo posto eletto arcivescovo Giuseppe Clemente di Baviera. Il vescovo von Fürstenberg, ad ogni modo, fece presente al pontefice che non solo il suo candidato contrapposto non aveva raggiunto l'età canonica necessaria di almeno diciassette anni per ottenere il governo della diocesi, ma non aveva nemmeno ottenuto la maggioranza dei due terzi dei voti come da regolamento. All'atto di Innocenzo XI, ad ogni modo, fece seguito la conferma imperiale e fu a quel punto che anche Luigi XIV in persona decise di intervenire nella disputa, fornendo al von Fürstenberg un'armata di sostegno. Questo intervento negli affari imperiali fu uno degli inneschi principali della guerra di successione del Palatinato e della Guerra della Grande Alleanza.
L'esercito imperiale, coalizzato con un'armata brandeburgo-olandese, combatté per far valere le pretese di Giuseppe Clemente sulla diocesi di Colonia. Nel corso degli scontri, diverse città dell'elettorato di Colonia furono distrutte ad opera dei francesi tra cui la città di Bonn ed il castello di Brühl nel 1689. Durante questo convulso periodo, Giuseppe Clemente preferì rimanere perlopiù in Baviera, cogliendo l'occasione per istituire l'Ordine di San Michele, aperto solo agli aristocratici, nel 1693 e, come contropartita, istituì l'Arciconfraternita di San Michele, che esiste ancora oggi. L'alleanza imperiale riuscì alla fine a prevalere nello scontro e Wilhelm Egon von Fürstenberg dovette rinunciare a Colonia ma, con la pace di Rijswijk, ottenne di riprendere possesso della diocesi di Strasburgo, preferendo comunque risiedere a Parigi sotto l'ala protettrice del suo mecenate.

### La carriera episcopale
Giuseppe Clemente venne nominato nel 1694 alla carica di vescovo coadiutore di Hildesheim, diocesi della quale divenne vescovo nel 1702. Dopo difficili dispute elettorali, divenne altresì vescovo di Liegi (sede episcopale alla quale inizialmente non era riuscito a succedere a Massimiliano Enrico di Baviera nel 1688), di Ratisbona e di Frisinga. Anche se aveva ricevuto costantemente le approvazioni da parte di papa Innocenzo XII per i suoi incarichi, fu lo stesso pontefice a definire come inammissibile il suo cumulo di dignità episcopali e gli chiese di rinunciare agli incarichi episcopali di Ratisbona e di Frisinga. Giuseppe Clemente, in obbedienza, si dimise dai vescovadi di Frisinga e Ratisbona, ma venne rieletto vescovo dal capitolo della cattedrale di Ratisbona nel 1695; a Frisinga non venne rieletto. Non contento, Giuseppe Clemente si fece eleggere canonico della cattedrale di Munster nella speranza di occupare anche quella sede episcopale, ma il suo tentativo fall' a causa dello scoppio della guerra di successione spagnola.

### L'alleanza con la Francia

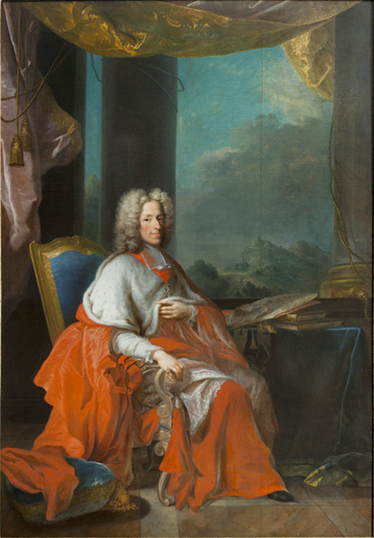
Giuseppe Clemente di Baviera in un ritratto di Joseph Vivien.

Durante il suo periodo a Colonia, Giuseppe Clemente lasciò che ad occuparsi dell'amministrazione dello stato fosse Johann Friedrich Karg von Bebenburg i cui tentativi di rafforzare la posizione del principe-vescovo sulle cattedrali di Colonia e Liegi incontrarono la resistenza dei canonici locali. In particolare a Colonia, Giuseppe Clemente credeva che l'imperatore stesse facendo troppo poco per sostenere le pretese che lui reputava essere legittime. Come aveva fatto suo fratello Massimiliano II Emanuele di Baviera, quindi, Giuseppe Clemente iniziò ad avvicinarsi sempre più alla Francia dopo la firma del trattato di Rijswijk. Questo fatto gli fruttò dei fondi illegittimi da parte del governo di Luigi XIV per la ricostruzione dei castelli e delle città distrutte nell'ultima guerra ad opera dell'esercito francese. Alla fine cambiò bandiera ufficialmente e si alleò con la Francia durante la Guerra di Successione Spagnola.

### L'esilio in Francia
Con lo scoppio della guerra, Colonia divenne nuovamente teatro di guerra con notevoli devastazioni in città. Bonn venne invece occupata dalle truppe fedeli all'imperatore nel 1702 e Giuseppe Clemente, di fronte alla sconfitta dei francesi, venne costretto a fuggire in esilio nella città francese di Namur. Dal 1704 si spostò a Lilla (dove fece costruire il castello de la Haye d'Esquermes) e dove, finalmente, dopo una lunga carriera ecclesiastica, decise di prendere ufficialmente i voti e divenire sacerdote. Venne consacrato nella locale chiesa di San Maurizio per mano dell'arcivescovo e teologo francese François de Salignac de La Mothe-Fénelon (dai cui scritti era stato pesantemente influenzato nel suo pensiero religioso) ed il 1º maggio 1707 venne consacrato vescovo.
Dal 1709 al 1714 visse infine a Valenciennes. Di fronte al suo manifesto sostegno alla Francia e alla sua fuga dai principati affidatigli, l'imperatore Giuseppe I del Sacro Romano Impero decise di privare Giuseppe Clemente di tutte le sue dignità principesche (come aveva fatto col fratello Massimiliano Emmanuele) a partire dal 1706.
Questo atto de facto rese vacante la carica di vescovo di Colonia, spingendo il capitolo della cattedrale a firmare un atto di rifiuto del vescovo sotto la guida del prevosto della cattedrale, Cristiano Augusto di Sassonia-Zeitz. De iure, però, il vescovo non venne mai rimosso e lo stesso papa non accettò mai il rifiuto dei canonici.
Il governo della città di Liegi venne tenuto temporaneamente dal delegato imperiale Philipp Ludwig Wenzel von Sinzendorf in attesa di nuovo governo.

### Il ritorno e gli ultimi anni

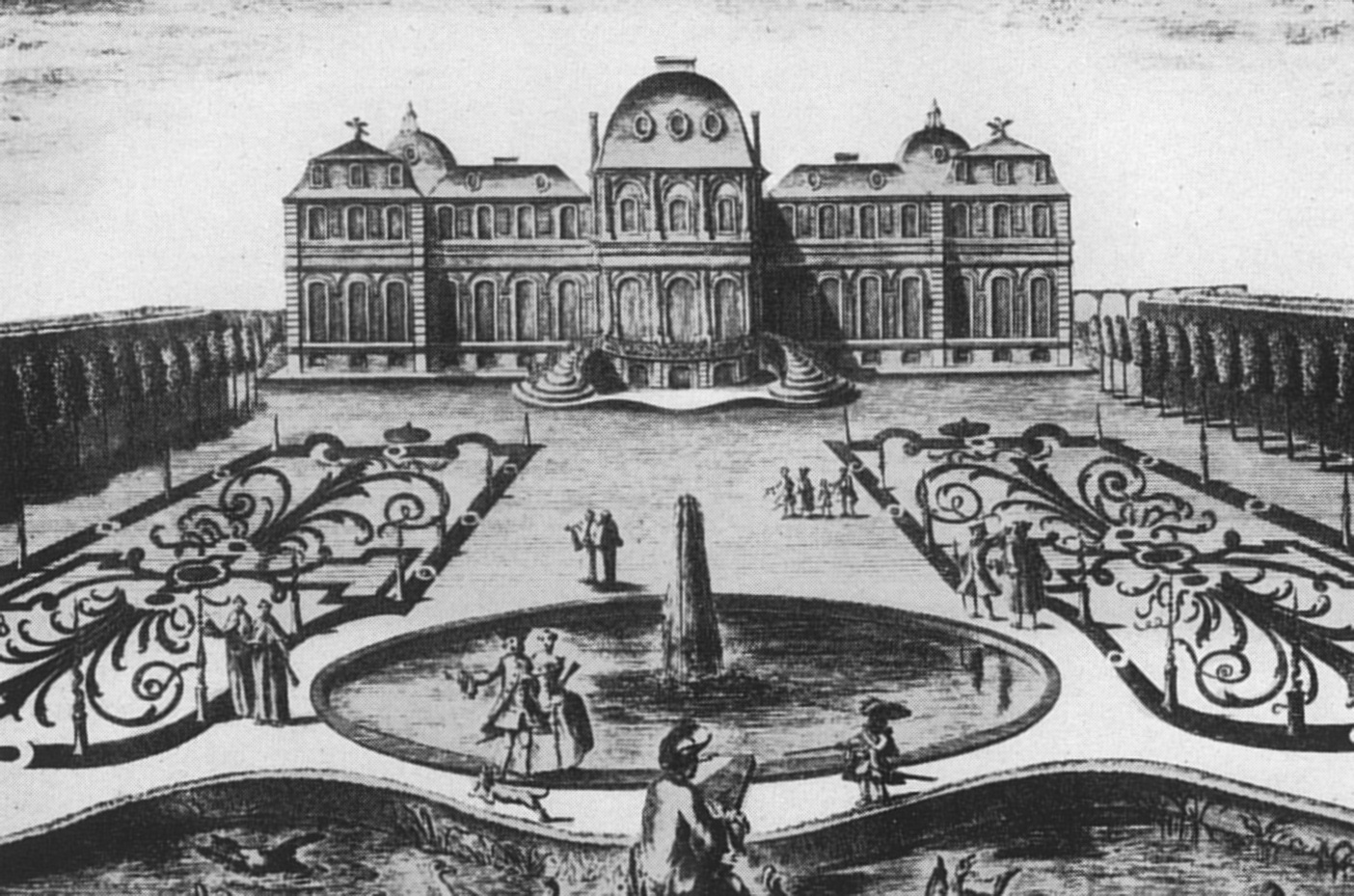
Il castello di Poppelsdorf in una stampa del 1760

La guerra terminò nel 1713 con il Trattato di Utrecht, che restaurò Giuseppe Clemente nelle sue sedi episcopali. Nel 1715 il vescovo ottenne di poter rientrare a Bonn, portando con sé anche la propria amante Constance de Grousselier, fatto che fece non poco scandalo all'epoca.
L'esperienza dell'esilio alla corte francese, ad ogni modo, portò nella mente di Giuseppe Clemente delle impressioni indelebili al punto che da subito il vescovo si impegnò in una serie di rinnovamenti artistici della sua corte episcopale. Fece ricostruire il castello di Poppelsdorf affidandone il progetto all'architetto francese Robert de Cotte, aprendo così la strada alla diffusione del rococò in Renania che si diffuse anche al fatto che fu proprio Giuseppe Clemente ad avviare la ricostruzione del palazzo degli arcivescovi di Colonia. Iniziò anche a progettare la Poppelsdorfer Allee, che però venne completata solo dopo la sua morte a casa dei conflitti che sorsero col capitolo della cattedrale e altri possidenti per le elevate spese da sostenere per l'opera.
Nel 1716 emanò un regolamento nel quale vietava ai propri sudditi di lavorare come servitori in paesi protestanti. Nel 1717 emanò un nuovo regolamento per la costruzione delle strade e nel 1723 nuovi regolamenti di polizia che interferivano con i precedenti diritti delle città e delle libertà.
Giuseppe Clemente si dimostrò anche particolarmente interessato alla letteratura e alla musica e si dice che abbia scritto commedie in lingua francese e brani musicali lui stesso. Aveva una grande orchestra di corte e ai suoi tempi si tenevano spesso concerti, opere e spettacoli teatrali.
Nonostante la sua vita da splendido principe barocco, non trascurò i suoi doveri ecclesiastici dopo il suo ritorno. Sotto l'influenza di Fénelon, rifiutò il giansenismo. Durante la sua reggenza della diocesi, diede alle stampe nel 1718 una nuova edizione del Breviario di Colonia, nuovi regolamenti di polizia e una nuova regolamentazione per le comunità ebraiche residenti nel territorio del principato episcopale che rimasero in vigore sino alla fine dello stato secolare.
Giuseppe Clemente morì a Bonn, e venne sepolto nella Cattedrale di Colonia, mentre il suo cuore venne conservato presso la Cappella delle Grazie di Altötting. Giuseppe Clemente venne succeduto dal nipote Clemente Augusto.

## Genealogia episcopale e successione apostolica
La genealogia episcopale è:
- Cardinale Scipione Rebiba
- Cardinale Giulio Antonio Santori
- Cardinale Girolamo Bernerio, O.P.
- Arcivescovo Galeazzo Sanvitale
- Cardinale Ludovico Ludovisi
- Cardinale Luigi Caetani
- Vescovo Giovanni Battista Scanaroli
- Cardinale Antonio Barberini, O.S.Io.Hieros.
- Arcivescovo Charles-Maurice Le Tellier
- Vescovo Jacques Bénigne Bossuet
- Arcivescovo François de Salignac de La Mothe-Fénelon
- Arcivescovo Giuseppe Clemente di Baviera

La successione apostolica è:
- Vescovo Johann Hugo von Gäertz (1715)
- Vescovo Matthew Prichard, O.F.M.Rec. (1715)

## Ascendenza
|                                       |                            |                                       | Genitori                  |  |  | Nonni |  |  | Bisnonni               |  |  | Trisnonni            |  |
|                                       |                            |                                       |                           |  |  |       |  |  | Guglielmo V di Baviera |  |  | Alberto V di Baviera |  |
|                                       |                            |                                       |                           |  |  |       |  |  | Guglielmo V di Baviera |  |  | Alberto V di Baviera |  |
|                                       |                            | Anna d'Austria                        |                           |  |  |       |  |  | Guglielmo V di Baviera |  |  |                      |  |
| Massimiliano I, elettore di Baviera   |                            |                                       |                           |  |  |       |  |  | Guglielmo V di Baviera |  |  |                      |  |
|                                       |                            | Renata di Lorena                      | Francesco I di Lorena     |  |  |       |  |  |                        |  |  |                      |  |
|                                       |                            | Renata di Lorena                      | Francesco I di Lorena     |  |  |       |  |  |                        |  |  |                      |  |
|                                       |                            | Renata di Lorena                      | Cristina di Danimarca     |  |  |       |  |  |                        |  |  |                      |  |
| Ferdinando Maria, Elettore di Baviera |                            | Renata di Lorena                      |                           |  |  |       |  |  |                        |  |  |                      |  |
|                                       |                            | Ferdinando II del Sacro Romano Impero | Carlo II d'Austria        |  |  |       |  |  |                        |  |  |                      |  |
|                                       |                            | Ferdinando II del Sacro Romano Impero | Carlo II d'Austria        |  |  |       |  |  |                        |  |  |                      |  |
|                                       |                            | Ferdinando II del Sacro Romano Impero | Maria Anna di Wittelsbach |  |  |       |  |  |                        |  |  |                      |  |
| Maria Anna d'Asburgo                  |                            | Ferdinando II del Sacro Romano Impero |                           |  |  |       |  |  |                        |  |  |                      |  |
|                                       |                            | Maria Anna di Baviera                 | Guglielmo V di Baviera    |  |  |       |  |  |                        |  |  |                      |  |
|                                       |                            | Maria Anna di Baviera                 | Guglielmo V di Baviera    |  |  |       |  |  |                        |  |  |                      |  |
|                                       |                            | Maria Anna di Baviera                 | Renata di Lorena          |  |  |       |  |  |                        |  |  |                      |  |
| Giuseppe Clemente di Baviera          |                            | Maria Anna di Baviera                 |                           |  |  |       |  |  |                        |  |  |                      |  |
|                                       | Carlo Emanuele I di Savoia | Emanuele Filiberto di Savoia          |                           |  |  |       |  |  |                        |  |  |                      |  |
|                                       | Carlo Emanuele I di Savoia | Emanuele Filiberto di Savoia          |                           |  |  |       |  |  |                        |  |  |                      |  |
|                                       | Carlo Emanuele I di Savoia | Margherita di Valois                  |                           |  |  |       |  |  |                        |  |  |                      |  |
| Vittorio Amedeo I di Savoia           | Carlo Emanuele I di Savoia |                                       |                           |  |  |       |  |  |                        |  |  |                      |  |
|                                       |                            | Caterina Michela d'Asburgo            | Filippo II di Spagna      |  |  |       |  |  |                        |  |  |                      |  |
|                                       |                            | Caterina Michela d'Asburgo            | Filippo II di Spagna      |  |  |       |  |  |                        |  |  |                      |  |
|                                       |                            | Caterina Michela d'Asburgo            | Elisabetta di Valois      |  |  |       |  |  |                        |  |  |                      |  |
| Enrichetta Adelaide di Savoia         |                            | Caterina Michela d'Asburgo            |                           |  |  |       |  |  |                        |  |  |                      |  |
|                                       |                            | Enrico IV di Francia                  | Antonio di Borbone        |  |  |       |  |  |                        |  |  |                      |  |
|                                       |                            | Enrico IV di Francia                  | Antonio di Borbone        |  |  |       |  |  |                        |  |  |                      |  |
|                                       |                            | Enrico IV di Francia                  | Giovanna III di Navarra   |  |  |       |  |  |                        |  |  |                      |  |
| Maria Cristina di Borbone-Francia     |                            | Enrico IV di Francia                  |                           |  |  |       |  |  |                        |  |  |                      |  |
|                                       |                            | Maria de' Medici                      | Francesco I de' Medici    |  |  |       |  |  |                        |  |  |                      |  |
|                                       |                            | Maria de' Medici                      | Francesco I de' Medici    |  |  |       |  |  |                        |  |  |                      |  |
|                                       |                            | Maria de' Medici                      | Giovanna d'Austria        |  |  |       |  |  |                        |  |  |                      |  |
|                                       |                            | Maria de' Medici                      |                           |  |  |       |  |  |                        |  |  |                      |  |